# Acritillas
Acritillas is een monotypisch geslacht van zangvogels uit de familie buulbuuls (Pycnonotidae). Het geslacht kent alleen deze soort:
- Acritillas indica  – Goudbrauwbuulbuul